# Selliguea tenuipes
Selliguea tenuipes är en stensöteväxtart som först beskrevs av Ren-Chang Ching, och fick sitt nu gällande namn av S.G.Lu, Hovenkamp och M.G.Gilbert. Selliguea tenuipes ingår i släktet Selliguea och familjen Polypodiaceae. Inga underarter finns listade.